# Transporte hidroviário no Brasil
O transporte hidroviário do Brasil é um setor de infraestrutura multimodal que integra o país através de seus recursos hídricos.
O transporte hidroviário no Brasil é dividido nas modalidades fluvial e marítima. O transporte marítimo é o mais importante, respondendo por quase 75% do comércio internacional do Brasil. O transporte fluvial é o mais econômico e limpo, no entanto é o menos utilizado no Brasil. Há regiões, entretanto, que dependem quase exclusivamente desta modalidade, como é o caso da Amazônia, onde as distâncias são grandes e as estradas ou ferrovias praticamente inexistem.

## Fluvial
A navegação fluvial no Brasil está numa posição inferior em relação aos outros sistemas de transportes. É considerado o sistema mais barato e limpo, contudo, o de menor participação no transporte de mercadoria no Brasil. Isto ocorre devido a vários fatores. Muitos rios do Brasil são de planalto, por exemplo, apresentando-se encachoeirados. Portanto, dificultam a navegação. É o caso dos rios Tietê, Paraná, Tocantins e Araguaia. Outro motivo é o fato de os rios de planície, facilmente navegáveis (Amazonas, São Francisco e Paraguai), se encontrarem afastados dos grandes centros econômicos do Brasil.
Nos últimos anos, têm sido realizadas várias obras, com o intuito de tornar os rios brasileiros navegáveis. Eclusas foram construídas para superar as diferenças de nível das águas nas barragens das usinas hidrelétricas. É o caso das eclusas de Tucuruí no rio Tocantins, de Barra Bonita no rio Tietê e de Jupiá no rio Paraná.
Existe também um projeto de ligação das Bacias do Tocantins, Amazonas e Paraná. É a hidrovia de contorno, que permitirá a ligação da região Norte do Brasil às regiões Centro-Oeste, Sudeste e Sul, caso implantada. O seu significado econômico e social é de grande importância, pois permitirá um transporte de baixo custo. Parte deste projeto já está sendo implantado, principalmente na região Norte do Brasil, com a construção das hidrovias do Madeira e Tocantins, e outra parte já está naturalmente em funcionamento, como é o caso da Hidrovia do Solimões-Amazonas
O Porto de Manaus, situado à margem esquerda do rio Negro, é o porto fluvial de maior movimento do Brasil e o com melhor infraestrutura. Outros portos fluviais relevantes são o de Itajaí, no rio Itajaí-Açu, que transporta principalmente máquinas e commodities, o de Santarém, no rio Amazonas, por onde se transportam principalmente grãos vindos do Centro-Oeste, e o de porto de Ladário, no rio Paraguai, por onde é escoado o minério de manganês extraído de uma área próxima da cidade de Corumbá.
O Brasil tem mais de 4 mil quilômetros de costa atlântica navegável e milhares de quilômetros de rios. Apesar de boa parte dos rios navegáveis estarem na Amazônia, o transporte nessa região é subaproveitado, por não haver, nessa parte do país, mercados produtores e consumidores de peso. Os trechos hidroviários mais importantes, do ponto de vista econômico, encontram-se no Sudeste e no Sul do País. O pleno aproveitamento de outras vias navegáveis depende da construção de eclusas, grandes obras de dragagem e, principalmente, de portos que possibilitem a integração intermodal. Entre as principais hidrovias brasileiras, destacam-se duas: Hidrovia Tietê-Paraná e a Hidrovia do Solimões-Amazonas.

## Marítimo

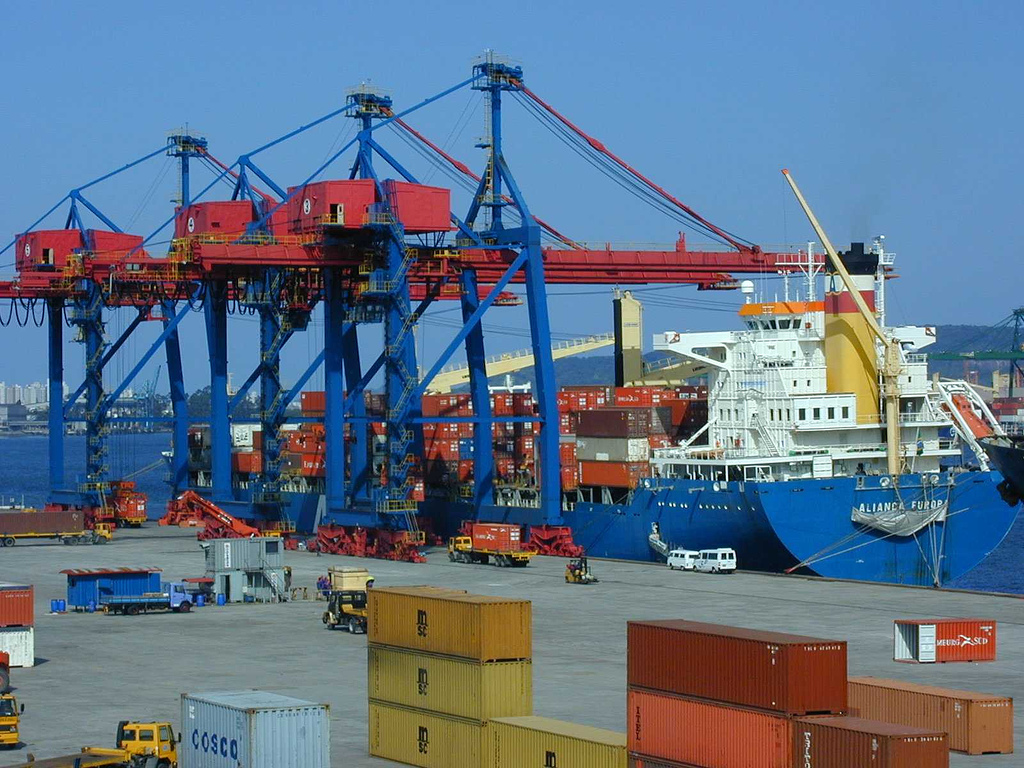
O Porto de Santos é o maior porto e terminal de contêineres da América Latina.

O transporte marítimo é de vital importância para o Brasil em suas relações comerciais. Desde o Brasil Colônia, o transporte marítimo tem importância fundamental, pois permitia uma ampla troca comercial (comércio triangular) entre Portugal, Angola e Brasil. Foi também o transporte marítimo que permitiu, ao Brasil Colônia, ganhar relativa autonomia política em relação a Portugal, com a abertura dos portos.
O transporte marítimo é responsável pela maior parte das trocas comerciais internacionais do Brasil, transportando principalmente commodities agrominerais, veículos, máquinas, e equipamentos de ponta. Cerca de 75% das trocas comerciais internacionais brasileiras são transportadas via mar.
O transporte marítimo de passageiros também existe, principalmente com ligação entre o continente e as ilhas costeiras do Brasil. A linha mais comum de transporte de passageiros é a de Natal - Fernando de Noronha. Na Bahia, estão em funcionamento os trechos de travessia entre os terminais de Plataforma e Ribeira (regulado pela Prefeitura) e entre São Tomé de Paripe e Itamoabo, na Ilha de Maré (bairro insular soteropolitano) como parte do projeto maior da Via Náutica de Salvador, para além das linhas intermunicipais travessia Salvador-Mar Grande e Travessia Marítima Salvador/Itaparica (TMSI). Também existe o transporte intercontinental de passageiros - na maioria das vezes ilegal, principalmente entre o Brasil e a Nigéria.
O Brasil tem os portos marítimos mais movimentados da América Latina, com destaque aos portos de Santos, Paranaguá, Rio de Janeiro/Niterói, Vitória e Itaqui (São Luís).

## Regulação
O transporte hidroviário no Brasil é regulado pela Agência Nacional de Transportes Aquaviários (ANTAQ), entidade integrante da Administração Federal indireta e submetida ao regime autárquico especial. Tem, por objetivosː implementar, em sua esfera de atuação, as políticas formuladas pela SEP - Secretaria de Portos e pelo Conselho Nacional de Integração de Políticas de Transporte; regular, supervisionar e fiscalizar as atividades de prestação de serviços de transporte aquaviário e de exploração da infraestrutura portuária e aquaviária exercidas por terceiros, com vistas a garantir a movimentação de pessoas e bens, em cumprimento a padrões de eficiência, segurança, conforto, regularidade, pontualidade e modicidade nos fretes e tarifas; harmonizar os interesses dos usuários com os das empresas concessionárias, permissionárias, autorizadas e arrendatárias, e de entidades delegadas, preservando o interesse público; e arbitrar conflitos de interesse e impedir situações que configurem competição imperfeita ou infração contra a ordem econômica.